# Boccace lisant le Décaméron à la reine Jeanne de Naples
Boccace lisant le Décaméron à la reine Jeanne de Naples est un tableau du peintre romantique belge Gustave Wappers, achevé en 1849, d'une taille de 171 × 228 centimètres. L'œuvre fait partie de la collection des Musées royaux des Beaux-Arts de Belgique à Bruxelles.

## Contexte
Le Décaméron est le chef-d'œuvre de l'écrivain italien Boccace (1313-1375). L'ouvrage se compose d'une centaine d'histoires, racontées par trois hommes et sept femmes lors d'un séjour de quatorze jours dans un magnifique domaine, fuyant l'épidémie de peste de 1348 à Florence. Le recueil a été connu pendant des siècles pour ses histoires érotiques, son humour lapidaire et ses moqueries du clergé et des autorités.
À l'époque de l'ère romantique, lorsque Wappers réalise ce tableau, le livre est très populaire. Lorsque Wappers livre sa version finale à son client le baron Joseph de Pret-Roose de Calesberg (1802-1891), il se réfère dans une lettre aux mots que Boccace lui-même avait écrits dans l'épilogue de son recueil : « La plume doit recevoir autant la liberté que le pinceau du peintre. »
Cette citation fait non seulement référence au sujet, mais peut également être considérée comme anti-classique et illustrative des idées de Wappers sur la peinture.

## Description
Wappers dépeint une scène classique et bien équilibrée, presque comme une mise en scène, avec trois personnages : l'écrivain Boccace, Jeanne, reine de Naples, et une dame d'honneur. La baie de Naples et le Vésuve fumant sont visibles en arrière-plan.
La scène est représentée dans une palette de couleurs chaudes et montre clairement comment les éléments atmosphériques romantiques continuaient de rivaliser avec les idées néo-classiques axées sur l'harmonie, typiques d'une grande partie du romantisme belge de l'époque. Le rendu du tissu et la nature morte à l'avant droit montrent l'affinité avec la peinture flamande ancienne et en particulier l'admiration de Wappers pour l'œuvre de Pierre Paul Rubens.
Les deux dames du tableau se sont installées confortablement sur un lit sur une terrasse du palais, à l'ombre. Légèrement vêtues, elles écoutent le célèbre auteur, qui lit son Décaméron. Aussi sur les papiers qu'il a sur ses genoux est écrit : « Boccaccio Decameron ». Il y a un érotisme latent dans le regard que lui lance notamment Jeanne, qui renvoie au contenu frivole du Décaméron. Dans le contexte de la vie dramatique de la reine, caractérisée par beaucoup de guerres et d'effusions de sang, cela donne une sorte de double sens au thème.
Dans son élaboration, Wappers ne prend pas de trop près la réalité historique. Dans le tableau, Boccace ressemble à un jeune homme, alors qu'il n'a achevé son Décaméron qu'à l'âge de quarante ans. Deux ans plus tard, en 1355, Boccace séjourna à la cour de Jeanne et écrivit sa biographie, qu'il publia plus tard dans son De mulieribus claris. Le contexte historique en tant que tel semble donc secondaire au peintre. Il s'intéresse principalement à l'atmosphère sensuelle et au mouvement émotionnel des personnages.

## Deuxième version

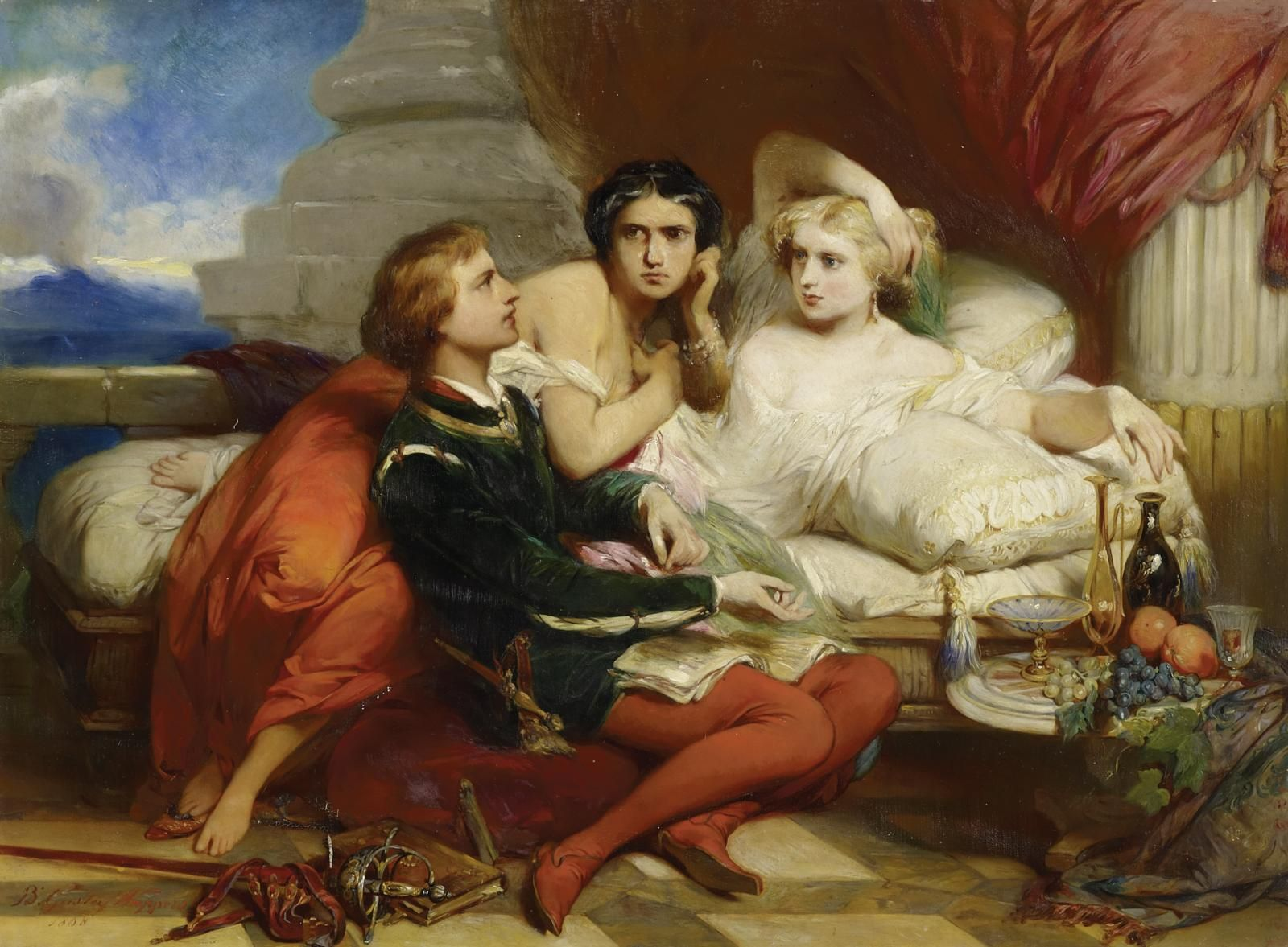
Deuxième version, 1868.

Près de 20 ans plus tard, en 1868, Wappers peindra à nouveau le thème, toujours sur commande, à l'huile sur panneau. Cependant, la qualité de cette deuxième version est à la traîne par rapport à la première.

### Source bibliographique
- Romantisme en Belgique : Entre réalité, souvenir et désir. Catalogue Musées royaux des Beaux-Arts de Bruxelles, avec des essais de divers auteurs, Racine, 2005, p. 106-107.